# Leiothrix celiae
Leiothrix celiae är en gräsväxtart som beskrevs av Harold Norman Moldenke. Leiothrix celiae ingår i släktet Leiothrix och familjen Eriocaulaceae. Inga underarter finns listade i Catalogue of Life.